# Hindustan Paper Corporation Ltd. Township Area Panchgram
Hindustan Paper Corporation Ltd. Township Area Panchgram is een census town in het district Hailakandi van de Indiase staat Assam. 

## Demografie
Volgens de Indiase volkstelling van 2001 wonen er 5.578 mensen in Hindustan Paper Corporation Ltd. Township Area Panchgram, waarvan 54% mannelijk en 46% vrouwelijk is. De plaats heeft een alfabetiseringsgraad van 73%. 
De nationale snelweg NH 44 gaat door de township en verbindt Guwahati met Shillong.